# Brzozowice-Kamień (gromada)
Brzozowice-Kamień – dawna gromada, czyli najmniejsza jednostka podziału terytorialnego Polskiej Rzeczypospolitej Ludowej w latach 1954–1972.
Gromady, z gromadzkimi radami narodowymi (GRN) jako organami władzy najniższego stopnia na wsi, funkcjonowały od reformy reorganizującej administrację wiejską przeprowadzonej jesienią 1954 do momentu ich zniesienia z dniem 1 stycznia 1973, tym samym wypierając organizację gminną w latach 1954–1972.
Gromadę Brzozowice-Kamień z siedzibą GRN w Brzozowicach-Kamieniu (wówczas wsi; obecnie w granicach Piekar Śląskich) utworzono – jako jedną z 8759 gromad na obszarze Polski – w powiecie tarnogórskim w woj. stalinogrodzkim, na mocy uchwały nr 23/54 WRN w Stalinogrodzie z dnia 5 października 1954. W skład jednostki wszedł obszar dotychczasowej gromady Brzozowice-Kamień (z wyłączeniem kolonii Dołki) ze zniesionej gminy Brzozowice-Kamień w tymże powiecie.
13 listopada 1954, po pięciu tygodniach, gromadę Brzozowice-Kamień zniesiono w związku z nadaniem jej statusu osiedla, dla którego ustalono 27 członków osiedlowej rady narodowej (18 lipca 1962 osiedlu Brzozowice-Kamień nadano status miasta; 1 stycznia 1973 miasto Brzozowice-Kamień stało się częścią miasta Brzeziny Śląskie, a 27 maja 1975 – wraz z nim – częścią Piekar Śląskich).